# Bauhinia ramosissima
Bauhinia ramosissima är en ärtväxtart som beskrevs av William Botting Hemsley. Bauhinia ramosissima ingår i släktet Bauhinia och familjen ärtväxter. Inga underarter finns listade i Catalogue of Life.